# دیانند سرسوتی
دیانند سرسوتی (سانسکریت: दयानन्द सरस्वती، آوانگاری: Dayānanda Sarasvatī, انگلیسی: Dayanand Saraswati; ۱۲ فوریهٔ ۱۸۲۴ – ۳۰ اکتبر ۱۸۸۳) فیلسوف، و کشیش اهل راج بریتانیا بود.